# George Poage
George Coleman Poage, född 6 november 1880 i Hannibal, Missouri, död 11 april 1962 i Chicago, var en amerikansk friidrottare.
Poage blev olympisk bronsmedaljör på 400 meter häck vid sommarspelen 1904 i Saint Louis.